# Justo Gonzalo
Justo Gonzalo y Rodríguez-Leal (Barcelona, España, 2 de marzo de 1910 – Madrid, España, 28 de septiembre de 1986), neurocientífico español, después de licenciarse en medicina, se especializó en Austria y Alemania (1933-35) becado por la Junta para Ampliación de Estudios e Investigaciones Científicas, y posteriormente llevó a cabo una extensa investigación sobre las funciones cerebrales humanas basada en gran parte en heridos cerebrales de la guerra civil española (1936-39). Caracterizó lo que llamó el síndrome central del córtex (afección multisensorial bilateral originada por lesión unilateral en zona asociativa parieto-occipital) que interpretó basándose en leyes fisiológicas de la excitabilidad nerviosa y un modelo de dinámica cerebral donde el córtex es concebido como una unidad funcional dinámica con especificidad en gradación, aportando una solución a la cuestión de las localizaciones cerebrales. Describió e interpretó fenómenos como la percepción invertida y la facilitación multisensorial y motora, entre otros. Aplicando conceptos de similitud dinámica formuló y comprobó leyes alométricas potenciales en la pérdida de funciones y en la organización sensorial. Perteneció al Consejo Superior de Investigaciones Científicas (CSIC) desde 1942 hasta su jubilación, e impartió 21 cursos de doctorado (1945-1966) sobre fisiopatología cerebral en la facultad de medicina de Madrid. Fue premiado por el CSIC (1941), por la Real Academia de Medicina (1950) y por la Sociedad Española de Psicología (1958).

## Su contribución científica
Su libro Investigaciones sobre la nueva Dinámica Cerebral. La actividad cerebral en función de las condiciones dinámicas de la excitabilidad nerviosa

recoge parte de sus aportaciones fundamentales y es la primera vez que se usa en la literatura científica el término Dinámica Cerebral para describir la organización de las funciones sensoriales. Consta de dos volúmenes, el primero publicado en 1945 centrado en las funciones visuales y el segundo publicado en 1950 dedicado a las funciones táctiles donde se amplían conceptos expuestos en el primero. En dicho libro el autor expone lo que llamó síndrome central del córtex, como una afección multisensorial con simetría bilateral, originado por una lesión cortical unilateral parieto-occipital en un área asociativa equidistante de las áreas de proyección visual, táctil y auditiva. 
El síndrome presenta efectos dinámicos tales como la propia multisensorialidad y bilateralidad simétrica de la afección que involucra además a todas las funciones desde la simple excitabilidad a las funciones más complejas. Otro efecto dinámico es la pérdida escalonada de funciones y una descomposición de algunas de ellas en reacciones parciales al disminuir la intensidad del estímulo. Surge así por ejemplo la visión inclinada, o incluso invertida, en la cual la imagen se percibe cada vez más inclinada a la vez que pierde forma, color y tamaño hasta quedar casi invertida en el caso más agudo.  Éste fue el primer estudio exhaustivo de la visión invertida o inclinada (Gonzalo, 1945).  
El autor observó también la percepción invertida en el tacto (1950) y la audición (1952), para ninguna de las cuales había precedentes, generalizando el proceso de inversión en el síndrome central a los sistemas sensoriales de naturaleza espacial. Las funciones gnósicas y más complejas son las primeras en perderse al requerir mayor excitación cerebral y, en definitiva, mayor integración cerebral. Quedaba así establecida una continuidad entre las funciones sensoriales elementales y las superiores, basadas en las mismas leyes fisiológicas.
Un fenómeno dinámico relacionado con el anterior es la desaparición en parte de algunos trastornos por intensificación del estímulo o por sumación temporal (iteración del estímulo) o por la capacidad que surge para la facilitación, según la cual las funciones se recuperan por la presencia de otro tipo de estímulo de igual o distinta modalidad (facilitación multisensorial), o por la actividad motora, como un esfuerzo muscular, de lo cual no había precedentes de estudios detallados. Por ejemplo, estímulos táctiles, auditivos y, en particular, el esfuerzo muscular, mejoran la percepción, supliendo en parte el déficit de excitación nerviosa por la pérdida de masa neuronal inespecífica (o multiespecífica) debida a la lesión. Por ejemplo, el campo visual que presenta reducción concéntrica, llegaba a aumentar unas cinco veces en el caso más agudo y la imagen recuperaba la orientación correcta con una enérgica contracción muscular.  Dicha capacidad es mayor cuanto mayor es la lesión cerebral y cuanto menor es la intensidad del estímulo originario.
El autor observó y estudió otros fenómenos singulares como la delocalización del color, la inversión en la percepción del movimiento, el trastorno por el cual el paciente podía leer igualmente bien un texto derecho o rotado 180 grados sin notar ninguna diferencia, y el trastorno de la orientación alocéntrica, entre otros.
Su investigación llenó el hueco entonces existente entre la patología cerebral y la fisiología del sistema nervioso, puesto que los fenómenos observados estaban gobernados por las leyes de la excitabilidad nerviosa, lo cual supuso un cambio radical respecto a los conceptos en uso en aquel momento.
Gonzalo encontró no solo los casos descritos en su libro sino un total de unos 35 casos de síndrome central de diversa intensidad (Gonzalo, 1952). El autor también analiza teóricamente de forma extensa el famoso caso Schneider de Gelb y Goldstein (1918), que interpreta según el citado síndrome. 
Postuló un desarrollo en espiral del campo sensorial en el proceso integrativo cerebral (Gonzalo, 1951, 1952) e introdujo la idea de gradientes cerebrales funcionales a través del córtex (Gonzalo, 1952).  Estos gradientes son funciones en gradación que representan la densidad de función específica sensorial en cada punto del córtex, relacionada con la densidad de neuronas específicas y sus conexiones, tomando un valor máximo en la correspondiente área de proyección y disminuyendo gradualmente a lo largo de todo el córtex, llegando el 
final del declive hasta otras áreas de proyección. Los múltiples tipos de síndromes corticales de primera mano y de otros autores pudieron ser interpretados de acuerdo al modelo de gradientes, según la posición y magnitud de la lesión, encontrándose una transición continua entre los síndromes del área de proyección y el central.   
Gonzalo desarrolló posteriormente los conceptos de similitud dinámica y alometría aplicados al síndrome central, entendido éste como resultado de un cambio de escala en la excitabilidad nerviosa del sistema cerebral respecto al caso normal. Según el principio de similitud dinámica, el cambio de escala en un sistema da lugar a que sus diferentes partes cambien de manera diferente (alométricamente). Gonzalo encontró relaciones alométricas, leyes potenciales de escala, entre las distintas funciones sensoriales. Quedaba así interpretada y formalizada la pérdida escalonada de éstas en el síndrome central. Estos conceptos, incluido el de los gradientes, los aplicó también al sistema del lenguaje. Todas estas últimas investigaciones quedaron inéditas y se recogen parcialmente en el Suplemento II en la reedición de la obra de Gonzalo (Gonzalo, 2010) y en obras posteriores,
(véase también otros trabajos de Gonzalo-Fonrodona y Porras en la sección 'Trabajos sobre la investigación de J. Gonzalo').

## Primeros años
Justo Gonzalo nació y vivió en Barcelona, y también vivió unos años en Valencia regresando de nuevo a Barcelona hasta el inicio de la carrera de Medicina, que realizó en Madrid, licenciándose allí en 1933.  Realizó estudios en la Nervenklinik de la Universidad de Viena (1933-34) sobre neurología clínica y experimentación animal con Hans Hoff, sobre citoarquitectura cerebral con Otto Pötzl en el laboratorio de Constantin von Economo y de patología cerebral en la Nervenklinik de la Universidad de Fráncfort (1934-35) con Karl Kleist, disfrutando en este último periodo de una beca de la Junta para Ampliación de Estudios e Investigaciones Científicas. De regreso a Madrid compagina la neurología clínica en el llamado entonces Hospital General de Madrid con investigación anatomoclínica cerebral en el Instituto Cajal.
De esta época datan sus primeros trabajos (véase sección 'Obras publicadas de J. Gonzalo').

## La guerra civil española y la posguerra
Iniciada la guerra civil española (1936-39), continuó la actividad que ya había iniciado en el Hospital General de Madrid y en el Instituto Cajal hasta que ejerció de médico de guerra en el frente republicano (1937). Fue reclamado en 1938 por Gonzalo Rodríguez Lafora para ejercer en el centro que éste dirigía de Traumatizados del Cráneo en lo que fue Hospital Militar Neurológico de Godella (Valencia),
 
donde estuvo hasta que finalizó la guerra. En este periodo tuvo ocasión de estudiar gran cantidad de heridos cerebrales de guerra y realizar, a pesar de las extremas condiciones, una parte fundamental de su investigación. A algunos de estos heridos los estudió posteriormente durante varios años. 
En el verano de 1938, descubrió, entre otros singulares trastornos, la visión casi invertida en el herido de guerra que denominó "caso M", y en 1939 caracterizó lo que llamó síndrome central del córtex, que presentaba singulares fenómenos dinámicos. Las observaciones no se pudieron entender hasta que descubrió la permeabilidad que desarrollaban este tipo de pacientes a la sumación temporal y facilitación multisensorial y motora. 
Los primeros resultados los presentó en 1941 al Consejo Superior de Investigaciones Científicas en una memoria de 94 páginas titulada Investigaciones sobre Dinámica Cerebral. La dinámica en el sistema nervioso. Estructuras sensoriales por sincronización cerebral, que fue premiada por dicho organismo ese mismo año. Durante los años 1942-44, establecido en Madrid y subvencionado por el Instituto Cajal, obtuvo una valoración cuantitativa más precisa de los fenómenos, a pesar de las dificultades para disponer de los más indispensables instrumentos de experimentación.
En 1945, el Instituto Cajal, ya perteneciente al CSIC, publicó el primer volumen de su libro sobre Dinámica Cerebral, principalmente dedicado a las funciones visuales. 
Aparte de referencias locales al mencionado volumen en el momento de su publicación,

 
destacan otras referencias, algunas internacionales

 
a pesar de estar escrito el libro en español, siendo notoria, por ejemplo, la reseña por Viembi en 1946 en la prestigiosa revista dirigida por Buscaino:

"... un estudio muy preciso llevado a cabo durante años ... El libro es muy rico en observaciones objetivas, la mayor parte originales y del mayor interés. Es rico también en deducciones teóricas ... Una serie de hechos muy interesantes e importantes que concuerdan con los hechos conocidos de la biología del sistema nervioso... De las funciones sensoriales visuales, el autor ha hecho un análisis verdaderamente minucioso ... Merece ser señalado  especialmente el fenómeno de la visión inclinada o invertida, siendo este caso el primero en la literatura internacional de duración casi crónica y que podía estudiarse durante meses y meses ... La observación de duración más larga conocida se limitaba a pocas horas. En el sujeto ahora en examen el fenómeno era provocable a voluntad con el distanciamiento progresivo de un objeto prueba, con la disminución de la intensidad de iluminación, con la posición excéntrica en el campo visual ... el libro es una mina inagotable de singularidades ..." (traducido del italiano),

o el comentario de Bender y Teuber (1948):
 

"Thus far, the American and English literature has failed to produce a monograph similar in scope to Gonzalo's Dinámica Cerebral which was based on experiments with brain injured casualties of the Spanish Civil War."

También De Ajuriaguerra y Hécaen hacen referencia en varias páginas a esta investigación y destacan (pág 279): "...citemos también en lengua española el muy importante volumen de J. Gonzalo" (traducido del francés). Asimismo recibió en 1945-46 cartas elogiosas de autores como H. Piéron, D. Katz, R. Bing y Köhler (uno de los representantes de la teoría de la Gestalt), G. Rodríguez Lafora, C. Jiménez Díaz, J. Germain, etc.
Desde 1942 hasta su jubilación, Justo Gonzalo perteneció al Consejo Superior de Investigaciones Científicas, a tiempo completo. Desde 1945 fue profesor de Fisiopatología Cerebral en el Doctorado de Medicina en la Universidad de Madrid, disponiendo de laboratorio de fisiopatología cerebral. En los cursos de doctorado fue exponiendo detalladamente los resultados de su investigación. Puede decirse que trabajaba solo en el aspecto científico, ayudado ocasionalmente en otros aspectos por algunos exalumnos, personal administrativo y siempre apoyado por su familia, y desde 1945 por su esposa Ana María Fonrodona Masuet.

## Años posteriores
En 1950 se publicó el segundo volumen del mencionado libro sobre Dinámica Cerebral, dedicado a las funciones táctiles y a la generalización de conceptos
introducidos en el primer volumen.  Justo Gonzalo describe en él su observación en 1946 de la inversión táctil (de la que no había precedentes) y su interpretación. Con ello el autor generalizó el proceso de inversión en el citado síndrome central a todos los sistemas sensoriales de naturaleza espacial, corroborándolo en el sistema auditivo en 1946, como refiere en su publicación posterior de 1952 (Gonzalo 1952). En 1950 recibe el premio 'Obieta' de la Real Academia de Medicina.
En las publicaciones de 1951 y 1952 (ver sección 'Obras publicadas de J. Gonzalo'), Gonzalo expuso la idea del desarrollo en espiral 
del campo sensorial, así como la de los llamados gradientes cerebrales funcionales a través del córtex, conceptos que ya había descrito con detalle en los cursos de doctorado. En la publicación de 1952 incluye unos 20 casos de síndromes centrales de diversa intensidad.
En 1952 lleva a cabo una búsqueda en todo el territorio español de sujetos con lesiones cerebrales. Seleccionó a unos 200 entre cerca de 3000. La mayoría son heridos de la Guerra Civil y los explora en Madrid. Encuentra un total de 35 casos con el mismo tipo de síndrome central de diversa intensidad, como se muestra por ejemplo en p. 78 del Suplemento II de la reedición Dinámica Cerebral de 2010.
En 1954 expone su investigación sobre dinámica cerebral en el IV Congreso de Neuropsiquiatría en Madrid, comentada elogiosamente por varios participantes como Obrador, 
Rodríguez Lafora 
y cartas de G. Marañón, C. Castilla del Pino, L. Barraquer Bordas, etc.
En los cursos de doctorado, que impartía con gran vehemencia y dedicación, también expuso parcialmente los conceptos de similitud dinámica y alometría aplicados al citado síndrome, entendido éste como resultado de un cambio de escala en la excitabilidad nerviosa del sistema respecto a la del caso normal. Estos conceptos no los llegó a publicar, recogiéndose en parte en trabajos posteriores.
Entre los muchos comentarios privados que recibió de alumnos sobre los cursos de doctorado, se indica el que tiene una referencia, y el comentario en una publicación conmemorativa del «Servicio de Neurología de Nicolás Achúcarro»:

"Muerto prematuramente M. Peraita el único en ocuparse en Madrid de cuestiones neurológicas es Justo Gonzalo, clínico e investigador fuera de lo corriente ... dando una solución original -el concepto de los gradientes- al problema de localización de las distintas funciones en el cortex cerebral ...(su) presencia en la Universidad como profesor de una asignatura de doctorado, es -con su curso personal, actual, incisivo- el único estímulo a las vocaciones neurológicas presente durante largos años en la Facultad de Medicina madrileña".

En 1958 recibe el premio 'Pilar Sangro' de la Sociedad Española de Psicología, y en esta época se suceden las referencias al contenido del libro

 
El libro se agotó y no llegó a reeditarse. 
Reorganizaciones en la Facultad de Medicina en 1966 le impidieron seguir impartiendo los citados cursos de doctorado a pesar del gran interés que despertaban entre los alumnos y la solicitud por carta al decano de la facultad de medicina firmada por varios catedráticos tales como el vicedecano Botella Llusiá, Jiménez Díaz, Gilsanz, Orts Llorca y Vara López.
Con ello, el laboratorio de fisiopatología cerebral asociado desapareció.
Durante estos años ya había realizado grandes y numerosos gráficos dibujados por delineantes, con fines didácticos y especialmente para la siguiente publicación anunciada como un extenso tratado, que ya no vio la luz. Influyó en ello la propia forma de ser del autor, autoexigente en extremo y que no concebía comunicaciones parciales exceptuando los cursos de doctorado, también las dificultades administrativas, y con el paso del tiempo, los problemas de salud.

## Años finales
Siguió desarrollando los conceptos de similitud y alometría sobre la base de los principios biológicos del desarrollo y del crecimiento, aplicándolos a la dinámica cerebral y haciendo extensiva dicha formalización al sistema auditivo y al lenguaje, orientándose a lo que su autor llamó una "neurofísica" del córtex cerebral. Parte de dicha investigación se recoge en el Suplemento II de la reedición de 2010 de su libro y en trabajos de Gonzalo-Fonrodona y Porras(2007, 2009, 2011, 2013, 2014) (ver sección: `Trabajos sobre la investigación de J. Gonzalo´).
Abordó también múltiples y variados temas de la biología, filosofía, física y cibernética, estableciendo conexiones con la dinámica cerebral.
En esta época también se hace referencia a la «dinámica cerebral» de J. Gonzalo

incluso desde un punto de vista filosófico,

En 1976 entra en contacto con físicos e ingenieros interesados en modelos cibernéticos de dinámica cerebral. En este contexto, en la tesis doctoral de la ingeniera A. Delgado,
dirigida por el físico J. Mira, se recogen varias de las ideas y datos de Gonzalo, considerados básicos, junto con los de Lashley y Luria, en la organización funcional del tejido nervioso en relación con la conducta.
Su investigación fue solo interrumpida por su fallecimiento en 1986.

## Otros datos
Ya fallecido J. Gonzalo, se llevaron a cabo, en el campo de la inteligencia artificial, trabajos en relación con los resultados de este autor.

 
También se hacen referencias a su obra, de tipo histórico

y neurológico.

(véase también la sección `Publicaciones sobre la investigación de J. Gonzalo´). 
Por ejemplo cabe mencionar el comentario:
 

«Diferentes autores pueden ser considerados fundadores de la Neurociencia y Neuropsicología española aparte de Santiago Ramón y Cajal; como Cubí, Simarro, Lafora, Gonzalo, Lorente de Nó.»

A lo largo de la década del 2000 se han referido algunos fenómenos similares a los que J. Gonzalo describió, en relación con la percepción inclinada e invertida y la integración multisensorial, así como modelizaciones del córtex en estrecha relación con las propuestas por dicho autor. Formalizaciones del trabajo de J. Gonzalo en el contexto actual se exponen en los trabajos de Gonzalo-Fonrodona y Porras indicados en la sección `Publicaciones sobre la investigación de J. Gonzalo´. 
Coincidiendo con el centenario de su nacimiento, la  Red Temática en Tecnologías de Computación Artificial/Natural, junto con la Universidad de Santiago de Compostela, llevaron a cabo en 2010 una edición facsimilar de acceso abierto de los volúmenes editados respectivamente en 1945 y 1950, a lo cual se le añadieron varios suplementos, siendo el Suplemento II de contenido inédito, todo ello, con un total de unas 1000 páginas, bajo el título Dinámica Cerebral (de libre acceso). La traducción al inglés de esta obra fue publicada por la Editorial CSIC en 2023 con el título: Brain Dynamics. The brain activity according to the dynamic conditions of nervous excitability, también de libre acceso.
La biblioteca de J. Gonzalo fue donada al Consejo Superior de Investigaciones Científicas (CSIC), estando la parte de neurobiología en el Instituto Cajal donde también se depositaron 442 preparaciones histológicas que Gonzalo realizó principalmente entre 1927 y 1933 mientras era estudiante de medicina.

## Obras publicadas de J. Gonzalo
- Gonzalo, J. (1933). «Los factores endógenos en la corea de Sydenham»]. Archivos de Neurobiología] XIII(4,5,6): pp. 1-15. ISSN 0212-9329.

- Gonzalo, J. (1934). «Contribución al estudio del esquizoide». Archivos de Neurobiología XIV(6): pp. 1-17. ISSN 0212-9329.

- Gonzalo, J. (1934). «Los tipos de motilidad. Contribución a la sistemática del movimiento.»  Archivos de Neurobiología XIV(1): pp. 1-23. ISSN 0212-9329.

- Gonzalo, J. (1935). «Contestación al Dr. Nieto».  Archivos de Neurobiología XV(3): pp. 417-421. ISSN 0212-9329.

- Gonzalo, J. (1935).  «Sobre la localización y fisiopatología del tálamo y del subtálamo».  Archivos de Neurobiología XV(4): pp. 625-668. ISSN 0212-9329

- Gonzalo, J. (1936).  «Nuevos estudios talámicos. Síndrome talámico puro por degeneración secundaria»].  Archivos de Neurobiología]. Marzo. pp. 111-129. ISSN 0212-9329

- Kleist, V.K.; Gonzalo, J. (1938). «Über Thalamus und Subthalamussyndrome und die Störungen einzelner Thalamuskerne». Monastsschrift für Psychiatrie und Neurologie 99: pp. 87-130.

- Gonzalo, J. (1945). Investigaciones sobre la nueva Dinámica Cerebral. La actividad cerebral en función de las condiciones dinámicas de la excitabilidad nerviosa. Volumen Primero: pp. 1-392. Madrid: Consejo Superior de Investigaciones Científicas, Inst. S. Ramón y Cajal. Incluido como Vol. 1 en la edición facsímil de 2010 Dinámica Cerebral, Acceso abierto, y en la edición en inglés de 2023 Brain Dynamics, Open Access.[1]

- Gonzalo, J. (1950). Investigaciones sobre la nueva Dinámica Cerebral. La actividad cerebral en función de las condiciones dinámicas de la excitabilidad nerviosa. Volumen Segundo: pp. 393-827. Madrid: Consejo Superior de Investigaciones Científicas, Inst. S. Ramón y Cajal. Incluido como Vol. 2 en la edición facsímil de 2010 Dinámica Cerebral, Acceso abierto, y en la edición en inglés de 2023 Brain Dynamics Open Access.[1]

- Gonzalo, J. (1951). «La cerebración sensorial y el desarrollo espiral». Trabajos del Inst. Cajal de Investigaciones Biológicas XLIII: pp. 209-260.

- Gonzalo, J. (1952) «Las funciones cerebrales humanas según nuevos datos y bases fisiológicas. Una introducción a los estudios de Dinámica Cerebral». Trabajos del Inst. Cajal de Investigaciones Biológicas XLIV: pp. 95-157. Incluido como Suplemento I en la edición facsímil de 2010 Dinámica Cerebral, Acceso abierto y en la edición en inglés de 2023 Brain Dynamics Open Access.[1]

- Gonzalo, J. (1994). Brain Dynamics According to Human Data and Physiological Bases. (Traducción resumida de la publicación de 1952). Edited by I. Gonzalo and A. Gonzalo, Madrid. ISBN 84-604-9611-2

- Gonzalo, J. (2010). Dinámica Cerebral. Edición facsímil del Vol. 1 (1945), Vol. 2 (1950), artículo de 1952 (Suplemento I) y primera edición del Suplemento II. RTNAC y USC, Acceso abierto.[1]

- Gonzalo, J. (2023). Brain Dynamics. English edition (Vols.1 and 2, Supplements I and II) I. Gonzalo Fonrodona (ed.) Editorial CSIC. Open Access.[1]

## Publicaciones sobre la investigación de J. Gonzalo
- Ballus, C. (1970). «La maniobra de refuerzo de J. Gonzalo y su objetivación por el test oscilométrico». Anuario de Psicología. Dep. Psicología, Univ. de Barcelona 2: pp. 19-28.

- Gonzalo, I.; Gonzalo, A. (1996). «Functional gradients in cerebral dynamics: The J. Gonzalo theories of the sensorial cortex». In Moreno-Díaz, R.; Mira, J. (Eds.) Brain Processes, Theories and Models. An international conference in honor of W.S. McCulloch 25 years after his death. Cambridge, Massachusetts: The MIT Press. pp. 78-87.

- Gonzalo, I. (1997).  «Allometry in the J. Gonzalo's model of the sensorial cortex». Lecture Notes in Computer Science (LNCS) 1240: pp. 169-177. https://doi.org/10.1007/BFb0032475

- Gonzalo, I. (1999). «Spatial Inversion and Facilitation in the J. Gonzalo's Research of the Sensorial Cortex. Integrative Aspects». Lect. Not. Comp. Sci. (LNCS) 1606: pp. 94-103. https://doi.org/10.1007/BFb0098164

- Gonzalo, I.; Porras, M.A. (2001). «Time-dispersive effects in the J. Gonzalo's research on cerebral dynamics». Lect. Not. Comp. Sci. (LNCS) 2084: pp. 150-157. https://doi:10 (enlace roto disponible en Internet Archive; véase el historial, la primera versión y la última)..1007/3-540-45720-8_18

- Gonzalo, I.; Porras, M.A. (2003). «Intersensorial summation as a nonlinear contribution to cerebral excitation». Lect. Not. Comp. Sci. (LNCS) 2686: pp. 94-101.   https://doi:10 (enlace roto disponible en Internet Archive; véase el historial, la primera versión y la última)..1007/3-540-44868-3_13

- Arias, M.; Gonzalo, I. (2004). «La obra neurocientífica de Justo Gonzalo (1910-1986): el síndrome central y la metamorfopsia invertida». Neurología 19: pp. 429-433.

- Barraquer Bordas, L. (2005). «La dinámica cerebral de Justo Gonzalo en la historia [`Brain dynamics'  of Justo Gonzalo in history»]. Neurología 20: pp. 169-173.

- Gonzalo-Fonrodona, I. (2007). «Inverted or tilted perception disorder». Revista de Neurología 44(3): pp. 157-165.

- Gonzalo-Fonrodona, I.; Porras, M.A. (2007). «Physiological Laws of Sensory Visual System in Relation to Scaling Power Laws in Biological Neural Networks». Lecture Notes in Computer Science (LNCS) 4527: pp. 96-102. https://doi.org/10.1007/978-3-540-73053-8_10

- Gonzalo-Fonrodona, I. (2009). «Functional gradients through the cortex, multisensory integration and scaling laws in brain dynamics». Neurocomputing 72: pp. 831-838. https://doi.org/10.1016/j.neucom.2008.04.055

- Gonzalo-Fonrodona, I.; Porras, M.A. (2009). «Scaling Power Laws in the Restoration of Perception with Increasing Stimulus in Deficitary Natural Neural Network» . Lecture Notes in Computer Science (LNCS) 5601: pp. 174-183. https://doi.org/10.1007/978-3-642-02264-7_19

- Gonzalo-Fonrodona, I.; Porras, M.A. (2011). «Scaling Effects in Crossmodal Improvement of Visual Perception» . Lecture Notes in Computer Science (LNCS) 6687: pp. 267-274. https://doi.org/10.1007/978-3-642-21326-7_29

- Gonzalo Fonrodona, I. (2011). «Justo Gonzalo (1919-1986) y su investigación sobre dinámica cerebral». Rev. Historia de la Psicología 32: pp. 65-78. ISSN 0211-0040.

- Gonzalo-Fonrodona, I.; Porras, M.A. (2013). «Scaling effects in crossmodal improvement of visual perception by motor system stimulus». Neurocomputing 114: pp. 76-79. https://doi.org/10.1016/j.neucom.2012.06.047

- Gonzalo-Fonrodona, I.; Porras, M.A. (2013). «Deficitary nervous excitability and subjective contraction of time: Time-dispersive model». Lecture Notes in Computer Science (LNCS) 7930: pp. 368-375. https://doi.org/10.1007/978-3-642-38637-4_38

- Gonzalo-Fonrodona, I.; Porras, M.A. (2014). «Nervous excitability dynamics in a multisensory síndrome and its similitude with normals. Scaling Laws», Open Access. In: Costa, A.; Villalba, E. (Eds.) Horizons in Neuroscience Research Vol. 13: Chap.10, pp. 161-189. ISBN: 978-1-62948-426-6

- Gonzalo Fonrodona, I. (2015). «The pioneering research of justo Gonzalo (1910-1986) on brain dynamics». Open Access. (English translation of the article Gonzalo, J. (1952) «Las funciones cerebrales humanas según nuevos datos y bases fisiológicas. Una introducción a los estudios de Dinámica Cerebral» Traba. Inst. Cajal Investig. Biológ. XLIII: pp. 209–260). Official repository of the Universidad Complutense de Madrid (UCM). Gonzalo-Fonrodona, I.;  Porras, M.A. (2015).

- Gonzalo-Fonrodona, I.;  Porras, M.A. (2015). «Modelling the compression of perceived time by a cerebral system with nervous excitability and near perception threshold». Neurocomputing 151: pp. 85-90.

- Gonzalo Fonrodona, I.;  Porras, M.A. (2015). «El neurociéntífico Justo Gonzalo (1910-1986) antes, durante y después de la Guerra Civil Española». En Ciencia y Técnica entre la paz y la guerra, F. González Redondo (coord.), Vol.1: pp. 431-438. XII congreso de la Sociedad Española de las Ciencias y de las Técnicas (SEHCYT).

- García-Molina, A. (2015). «Justo Gonzalo’s groundbreaking contributions to the study of cerebral functional organisation». Neurosciences and History 3(2): pp. 61-67.

- García-Molina, A.; Gonzalo-Fonrodona, I (2023). «Redescubriendo al paciente M: Justo Gonzalo Rodríguez-Leal y su teoría de la dinámica cerebral». Rev. Neurol. 76 (7): pp. 231-241.

- García-Molina, A.; Gonzalo-Fonrodona, I. (2024). «Chronology of Justo Gonzalo's research on brain dynamics». Rev. Neurol. 78(7): 199-207.

- Gonzalo Fonrodona, I. (2024). «La extensa recopilación de heridos cerebrales por Justo Gonzalo (1910-1986) y los gradientes cerebrales». En: Ciencia, técnica y libertad en España Puig-Samper, López Sánchez, Prados Martín Lérida Jiménez (eds.). Cap. VIII pp:447-452. SEHCYT y Fundación Ignacio Larramendi. ISBN: 978-84-9744-456-9

- García-Molina, A. (2024). «Book review: Brain Dynamics». Neurosciences and History 12(2): 117-122.

- Gonzalo-Fonrodona, I. (2025). «Historical Note on Multisensory and Motor Facilitation and its Dependence on Brain Excitability Deficit». Multisensory Research. Open Access.